# یواس‌اس ادپت
یواس‌اس ادپت ممکن است به یکی از موارد زیر اشاره داشته باشد:
- یواس‌اس ادپت (ای‌اف‌دی-۲۳)
- یواس‌اس ادپت (ای‌ام-۱۳۷)